# Nordinsel-Schnepfe
Die Nordinsel-Schnepfe (Coenocorypha barrierensis), auch als Little-Barrier-Schnepfe bezeichnet, ist eine ausgestorbene Watvogelart aus der Gattung der Neuseelandschnepfen. Sie galt lange als Unterart der Aucklandschnepfe (Coenocorypha aucklandica), wurde jedoch 2002 von dieser als eigenständige Art abgespalten.

## Merkmale
Die Nordinsel-Schnepfe erreichte eine Größe von 19 bis 24 cm und ein Gewicht von 90 g. Von der ebenfalls ausgestorbenen Stewartschnepfe (Coenocorypha iredalei) unterschied sich die Art durch einen größeren beige-weißen Bereich an Kinn und Kehle, durch die fehlende Bänderung am Unterbauch, durch halbmondförmige Zeichnungen am Oberbauch und durch eine weniger rötlichbraune Gefiederfärbung.

## Aussterben
Gegen 1820 soll zum ersten Mal ein Exemplar dieser Art auf Browns Island (Motukorea) im Hauraki Gulf geschossen worden sein. Darüber gibt es allerdings keinen nachweisbaren Beleg. 1870 präsentierte T. B. Hill dem Auckland Museum ein Exemplar der Nordinsel-Schnepfe, das im selben Jahr von Captain Frederick Tiwha Bennett gefangen wurde, als er mit seinem Schoner Mary Ann vor Te Hauturu-o-Toi / Little Barrier Island anlegte. Eine zweite gefangene Schnepfe konnte wieder entkommen. Neben dem Balg von Te Hauturu-o-Toi / Little Barrier Island existieren etwa 27 subfossile Knochen, die auf der neuseeländischen Nordinsel zu Tage gefördert wurden und heute im Museum of New Zealand Te Papa Tongarewa in Wellington aufbewahrt werden. Auf der Nordinsel wurde sie vermutlich ein Opfer der ersten polynesischen Siedler, auf Te Hauturu-o-Toi / Little Barrier Island starb die Nordinsel-Schnepfe in den 1870er Jahren durch die Nachstellungen von Pazifischen Ratten und Hauskatzen aus.